# Arkens Radio
Arkens Radio er en kristen lokalradio beliggende i Esbjerg. 
Radioens første officielle udsendelse blev sendt fredag d. 27. maj 1983, og stationen er dermed en af de ældste lokalradioer i Danmark. Radioen blev oprettet af Carl Enevoldsen, der drev et kristens kontaktcenter ved navn Arken. Erik Markussen blev ansat til at stå for den daglige afvikling af udsendelserne. Udsendelserne blev produceret af mennesker, der var aktive på Arken samt af forskellige kirkesamfund og kirkelige foreninger i Esbjerg.
1. marts 1988 blev såvel kontaktcenter som lokalradio overtaget af Luthersk Mission, der siden har drevet arbejdet.
Johnny Søndberg Madsen blev sommeren 1988 ansat som leder af Arken. 1. januar 1990 blev han afløst af Bent Larsen.
Arkens Radios udsendelser bliver primært produceret af lokale kræfter fra Luthersk Mission i Esbjerg. Udsendelserne er en blanding af andagter, prædikener, radiocauserier, føljeton, bibelundervisning og musikprogrammer. 

## Ekstern Henvisning
Arken